# 1st King's Dragoon Guards
Le 1st King's Dragoon Guards est un régiment de cavalerie blindée et de garde de la British Army. Le régiment a été créé par Sir John Lanier en 1685 sous le nom de 2e Queen's Regiment of Horse, nommé en l'honneur de la reine Marie, épouse du roi Jacques II. Il a été rebaptisé 2nd King's Own Regiment of Horse en 1714 en l'honneur du roi George I. Il a reçu le titre de 1st King's Dragoon Guards en 1751. Le régiment a servi comme cavalerie montée jusqu'en 1937, date à laquelle il a été mécanisé avec des chars légers. Il est devenu partie du Royal Armoured Corps en 1939. Après avoir servi pendant la Première Guerre mondiale et la Seconde Guerre mondiale, le régiment a fusionné avec le 2nd Dragoon Guards (Queen's Bays) en 1959 pour former le 1st The Queen's Dragoon Guards.

## Histoire

### Création
Le régiment fut créé par le Lieutenant général Sir John Lanier ancien Lieutenant-gouverneur de Jersey sous le nom de Lanier's Regiment of Horse ou Queen's Regiment of Horse en hommage à la Reine consort d'Angleterre, d'Écosse et d'Irlande Marie en juin 1685. Le royaume est alors dans une période de trouble. Le roi Charles II est mort le 6 février et la succession revient à son frère Jacques II qui est catholique ce qui mécontente James Scott 1er duc de Monmouth fils illégitime de Charles II avec sa maîtresse Lucy Walter et qui du vivant de son père avait essayé de faire de lui l'héritier de la couronne pour empêcher qu'un « papiste » ne devienne roi,. Exilé dans les Provinces-Unies, il débarque dans le Dorset et s'empare le 11 juin de Lyme Regis. Le mouvement est très vite écrasé lors de la bataille de Sedgemoor, le duc de Monmouth est capturé puis décapité. En réponse à la rébellion de Monmouth, le roi Jacques II accroît les effectifs de l'armée royale et c'est à cette occasion que naît le Queen's Regiment of Horse. Ce fut le cas aussi pour le Queen's Bays sous le nom de Peterborough ou 3rd Regiment of Horse. La première mission du régiment créé juste avant la fin de la rébellion fut d'escorter le duc de Monmouth de Winchester à Londres. Les cavaliers du régiment montaient des chevaux de grand taille et ne devaient pas combattre à pied.

### Guerre de la Ligue d'Augsbourg
Trois ans plus tard, Jacques II fut déposé lors de la Glorieuse Révolution. Il est remplacé par Guillaume III d'Orange-Nassau, il s'ensuit une guerre civile entre les partisans Jacobitistes pour le roi Jacques II et ceux soutenant Guillaume III les Williamites. Cette guerre civile entre dans le conflit européen qu'est la guerre de la Ligue d'Augsbourg,. Le Queen's Regiment of Horse participa à la bataille de la Boyne avec un effectif de 360 hommes ce qui composait un régiment de cavalerie de taille moyenne, les autres régiments britanniques avaient un effectif compris entre 38 et 423 cavaliers,. Le 14 juin 1690, ils avaient débarqué à Carrickfergus et avaient rejoint le 29 juin la Boyne où s'était retranché Jacques II,. La bataille eut lieu le 1er juillet non loin de Drogheda d'après le calendrier julien,. Avant d'arriver en Irlande, ils avaient été déployés en Écosse. L'année suivante, ils participèrent à la bataille d'Aughrim, bataille décisive de la guerre entre Jacobites et Williamites ou Orangistes qui est aussi la bataille la plus sanglante de l'histoire de l'Irlande avec environ 7 000 morts,.

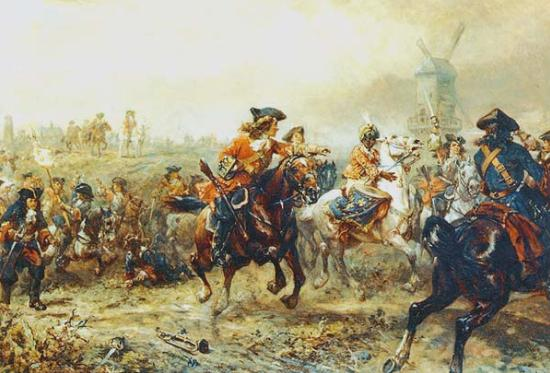
Timbalier français capturé par les King's Horse à la bataille de Ramillies.

### Guerre de Succession d'Espagne
Par la suite, le régiment quitte les îles Britanniques pour combattre sur le continent européen,. Lors de la guerre de Succession d'Espagne, ils font partie du corps expéditionnaire britannique sous les ordres du duc de Marlborough,. En 1704, ils participent à la bataille de Höchstädt, en 1706 à la bataille de Ramillies où ils vont s'illustrer en capturant un timbalier français ainsi que des drapeaux français et bavarois. En 1708 à la bataille d'Audenarde et en 1709 à la bataille de Malplaquet,. À la suite de la bataille, très coûteuse en homme et qui se révèle une victoire à la Pyrrhus, Malborough est rappelé en Grande-Bretagne avec le corps expéditionnaire. En 1714, l'unité est rebaptisée King's Own Regiment of Horse à la suite de l'avènement du nouveau roi George Ier,. En 1731, William Pitt l'Ancien, futur premier ministre, devient cornette au sein du régiment.

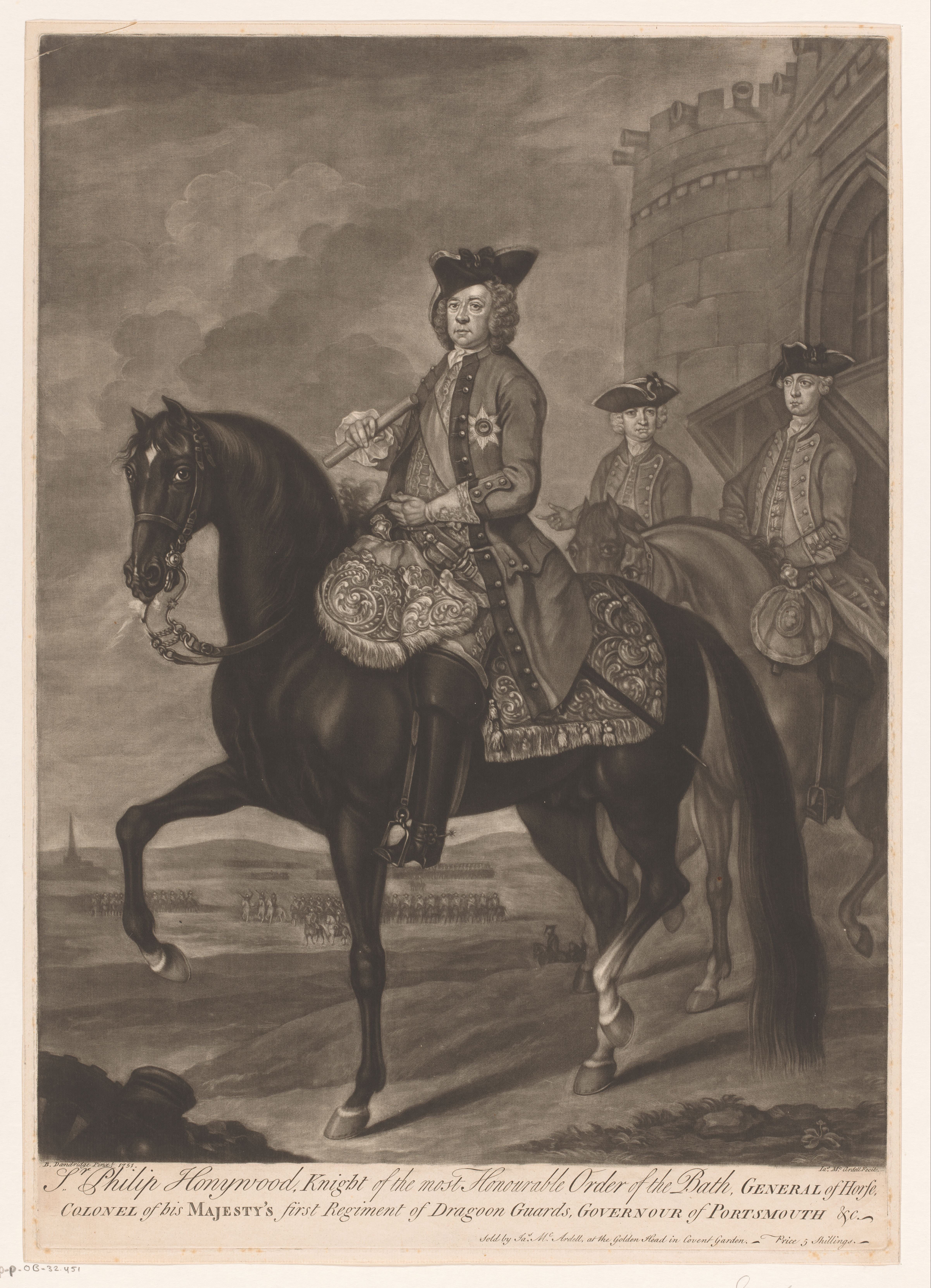
Général Philip Honywood.

### Guerre de Succession d'Autriche et de 7 ans
Ils retournent sur le continent lors de la guerre de Succession d'Autriche, ils se battent en 1743 à la bataille de Dettingen sous les ordres de Philip Honywood,. En 1746, pour des raisons financières, le gouvernement décida de renommer le King's Regiment of Horse en 1st (The King’s) Dragoon Guards,. Car les régiments de Horse recevaient une paie plus importante que les régiments de dragons et cela permettait de faire des économies. Lors de la guerre de Sept Ans, le régiment est à la bataille de Minden, et lors de la défaite de Corbach où pour empêcher que les Français de Victor-François de Broglie ne les anéantissent, ils chargèrent en compagnie du  2d Queen's Dragoon Guards sous les ordres de Charles-Guillaume-Ferdinand de Brunswick-Wolfenbüttel. Le prince fut d'ailleurs blessé lors de la bataille. Ensuite ils se battirent à la bataille de Warburg qui malgré victorieuse pour les Britanniques, le landgraviat de Hesse-Cassel et l'électorat de Brunswick-Lunebourg, n'inversa pas la campagne en Allemagne du Nord et se conclut par une victoire française et l'occupation du Hanovre faisant alors partie des possessions du roi George II. Lors de cette bataille, ils chargèrent sous les ordres de John Manners marquis de Granby qui lors de la charge perdit sa perruque donnant l'expression en anglais "going at it bald headed". En 1761, ils participèrent à la bataille de Villinghausen. Pour l'hiver 1761-1762, le régiment prit ses quartiers en Frise orientale. En juin il quitte leurs cartiers d'hiver pour former une brigade avec le 3rd Dragoon Guards sous le commandement du major-général Henry Herbert 10e comte de Pembroke. Le 24 juin, le régiment prit part à la bataille de Wilhelmsthal où la brigade, après avoir soutenu l'attaque sur le centre de l'ennemi, fut engagée dans l'encerclement des troupes françaises dans les bois de Wilhelmsthal, et après la poursuite campa cette nuit-là entre Holtzhausen et Weimar. Quelques jours plus tard, le régiment marcha sur Hoff. Le 15 juillet, le corps de Granby traversa l'Eder à gué et reconnut la position d'une division française de l'ennemi près de Felsberg, mais les Français forcèrent Granby à se retirer précipitamment et à repasser l'Eder l'après-midi même. Le 22 juillet, le régiment, avec plusieurs autres unités sous les ordres du marquis de Granby, franchit une seconde fois l'Eder et campa près de Kerstenhausen. Le 23 juillet, Granby avança jusqu'à Homberg/Efze. Le 24 juillet, il délogea un fort détachement français des hauteurs proches de cette ville. Le 21 septembre, c'était au combat d'Amöneburg que, tard dans l'après-midi, le corps britannique vint au secours des Hanovriens qui gardaient le pont et repoussa plusieurs attaques françaises, sauvant la mise pour les Alliés. Le régiment fut ensuite engagé dans plusieurs opérations contre les Français ; par une succession de mouvements combinés, dans lesquels les différents commandants firent preuve d'une grande habileté, les Français furent contraints d'évacuer une partie considérable du territoire qu'ils occupaient, et les Alliés prirent Cassel. En novembre, une suspension d'armes eut lieu et le régiment prit ses quartiers dans la Principauté épiscopale de Münster.

### Guerres de la Révolution Française et de l'Empire
En 1794, le régiment retourne sur le continent et affronte les armées révolutionnaires Françaises non loin de Courtrai en Belgique actuel lors de la bataille de Willems. Le régiment se distingue en capturant un grand nombre de soldats français. Ils se battent aussi lors des batailles de Tournai, de Beaumont et de Catillon. Par la suite, le régiment regagne la Grande-Bretagne avant le début de l'année 1795. Il semble que le régiment ait participé à la guerre d'indépendance espagnole nommé guerre de la péninsule par les Britanniques.

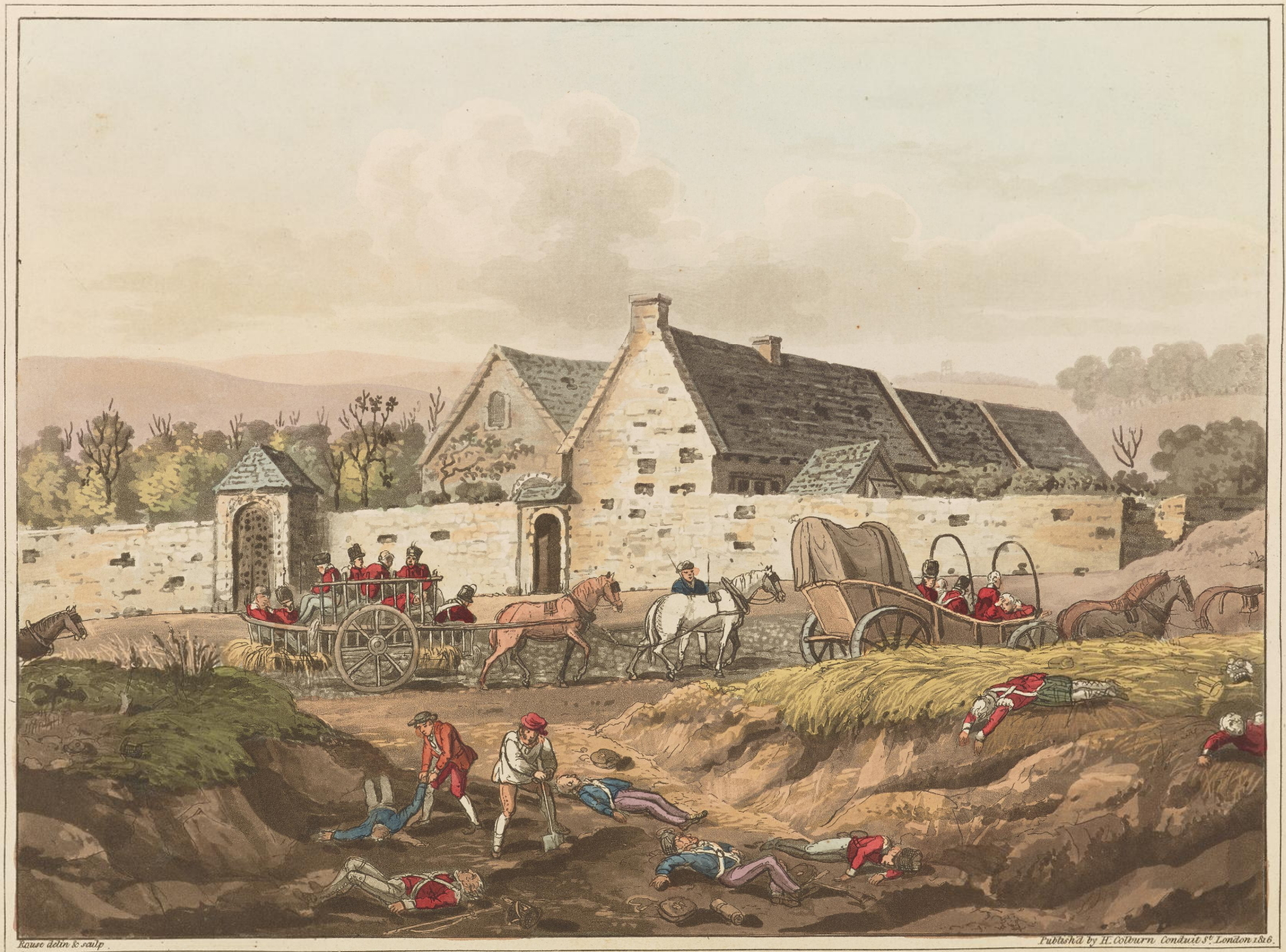
La ferme de la Haie Sainte après la bataille du 18 juin (William Mudford 1817).

#### Waterloo

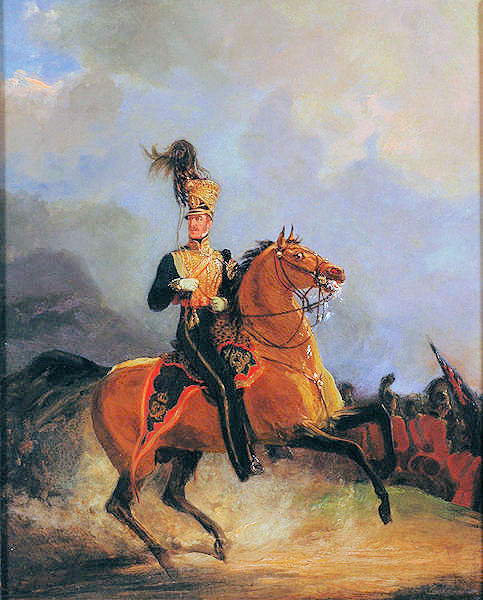
Henry William Paget (1768-1854) à Waterloo (Jan Willem Pieneman).

En 1815, le régiment est envoyé dans le gouvernement de Belgique du Royaume uni des Pays-Bas pour faire face au retour de Napoléon Ier lors des Cent-Jours,. Le régiment participe en particulier à la bataille de Waterloo où il va s'illustrer,,. La cavalerie coalisée anglo-hollandaise est alors dirigée par Henry William Paget 2e comte d’Uxbridge, Le régiment fait partie de la première brigade de cavalerie dirigée par Edward Somerset en compagnie des 1st Life Guards, 2nd Life Guards et Royal Horse Guards,,. A la bataille de Waterloo le régiment est fort de trois escadrons d'un total de 588 hommes dont 28 officiers et 560 hommes de troupes, le régiment n'est pas très grand, à titre de comparaison à Waterloo les dragons de la Garde impériale ont un effectif de 816 hommes en quatre escadrons,,,. Les effectifs de gardes britanniques se rapprochent de ceux des dragons de ligne français,,,. La brigade Somerset se trouve derrière les lignes alliées et surtout derrière la ferme de la Haie Sainte. Le régiment est commandé par le lieutenant-colonel William Fuller qui remplace David Dundas non présent lors de la campagne de Belgique,. Après 12h les Français du maréchal Ney de la 2e brigade du général de brigade Bourgeois de la 1re division d'infanterie composée du 28e régiment d'infanterie et du 105e régiment d'infanterie mettent en difficulté les défenseur de la ferme et prennent le potager de la Haie Sainte et risque de prendre la ferme stratégique au centre du champ de bataille. Le duc de Wellington fait alors envoyer des renforts notamment de la King's German Legion et des Hanovriens, comme le bataillion de Lünebourg,. La 1re brigade Hanovrienne et la 2e brigade de la KGL arrivent à mettre en difficulté l'infanterie française avec le soutien des défenseurs de la ferme. Cette réaction des alliés est rapidement cassée par la charge de cuirassiers français. D'après Levavasseur, aide de camp du maréchal Ney, celui-ci avait prélevé dans un certain nombre de régiments de cuirassier un escadron et avait formé une brigade de cavalerie lourde,. Après que l'infanterie française ait été repoussée en particulier par les Hanovriens, Ney ordonna à ce que les cuirassiers les chargent. C'est le colonel Crabet qui commanda la charge à laquelle participa aussi Gourgaud et Levavasseur. Le Major Baring ordonna à ses hommes du 2nd Light Battalion KGL de se replier dans les granges de la Haie Sainte. Le bataillon de Lünebourg n'eut pas le temps de se mettre à l'abri et fuya, leur colonel Klencke fut blessé. Ils se firent tailler en pièces par les Français. Les cuirassiers poussèrent leur avantage et attaquèrent les canons de la batterie Hew Ross et les servants cherchèrent refuge dans le chemin creux aujourd'hui disparu à cet endroit. Vers 1h, Uxbridge aperçut une forte colonne de cavalerie française composée de cuirassiers et de carabiniers, il décida de leur opposer la brigade Somerset et chargea à la tête de celle-ci entre la route et l'actuelle butte du Lion qui n'existait pas. Les lignes de bataille n'étant pas totalement droites, les combats entre les deux cavaleries commencèrent à la gauche française vers la butte du Lion actuelle. Les cuirassiers de la droite française arrivèrent sur le chemin creux (cet événement fut d'ailleurs repris par Victor Hugo dans Les Misérables). Cela les désordonna et ils durent aller en direction du carrefour de la chaussée de Charleroi poursuivis par le 2nd Life Guards. Un corps à corps s'ensuivit qui tourna en faveur des Français. Le lieutenant-colonel Robert Wallace, alors capitaine au 1st King's Dragoon Guards, écrivit que beaucoup de cavaliers britanniques furent gravement blessés en particulier au visage dans les combats face aux Français. Les cavaliers français se retirent et la brigade Somerset les poursuivirent mais fut la cible des fantassins français de Quiot du Passage. Le 1st King's Dragoon Guards comme le 2nd Life Guard's subit de lourdes pertes comme le rapporte Somerset dans son rapport à Wellington fait par lui du fait de la blessure d'Uxbridge qui perdit une jambe. Il mit en avant en particulier le colonel Fuller et le major Graham qui « menèrent leur régiment à la première attaque de la façon la plus hardie, mais furent tous deux tués ou faits prisonniers par l'ennemi ». Parmi les officiers du 1st King's Dragoon Guards, 7 furent tués dont Fuller, 4 blessés et 4 disparus, parmi les cavaliers 40 furent tués, 100 blessés et 124 disparus, ils restaient après la bataille que 309 valides dans le régiment soit 52,5% des effectifs de départ.

### XIXesiècle

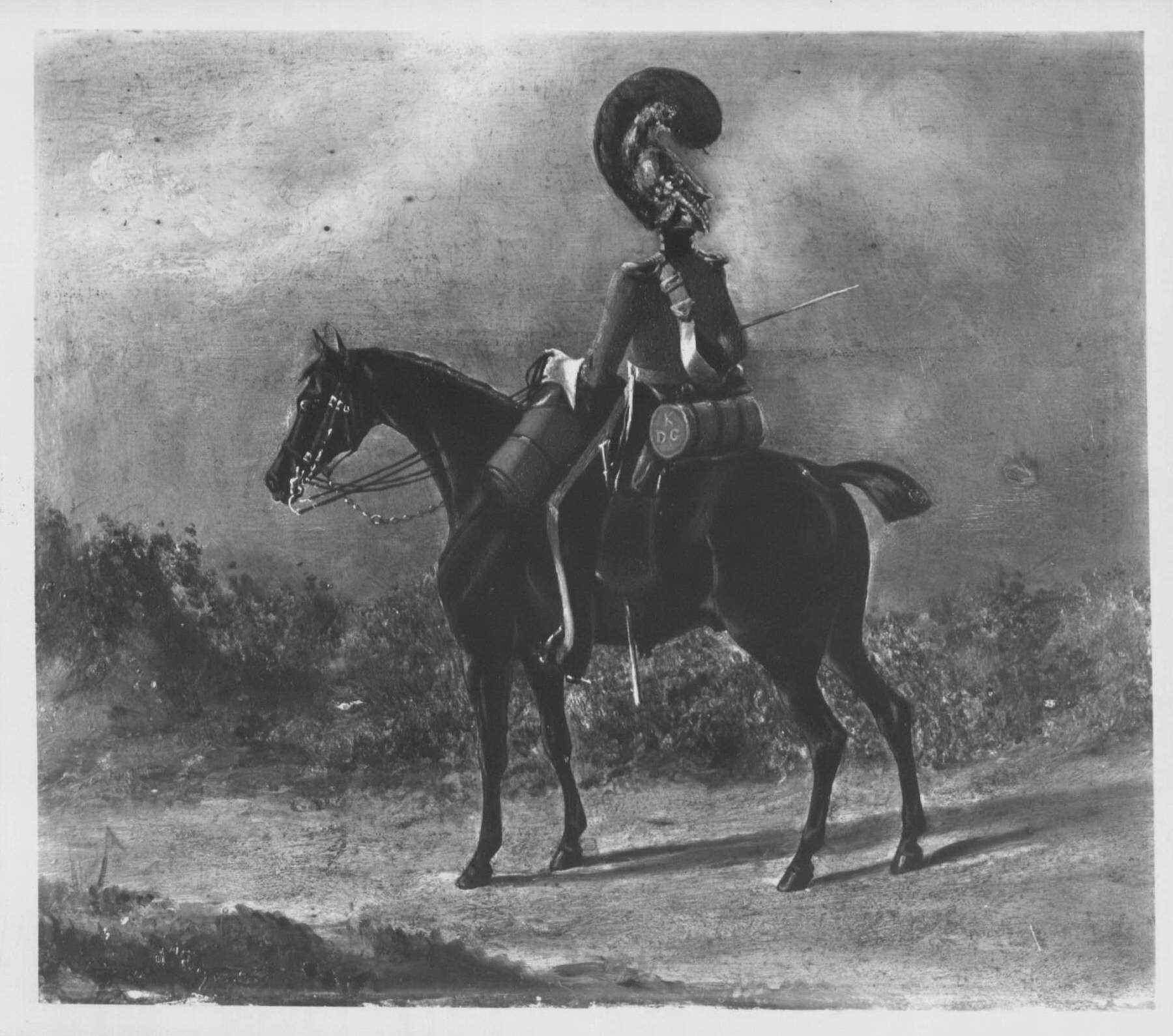
1st The King's Dragoon Guards début de l'époque victorienne (Henry Alken).

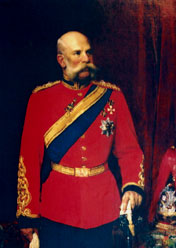
François-Joseph Ier en colonel en chef du 1st King's Dragoon Guards.

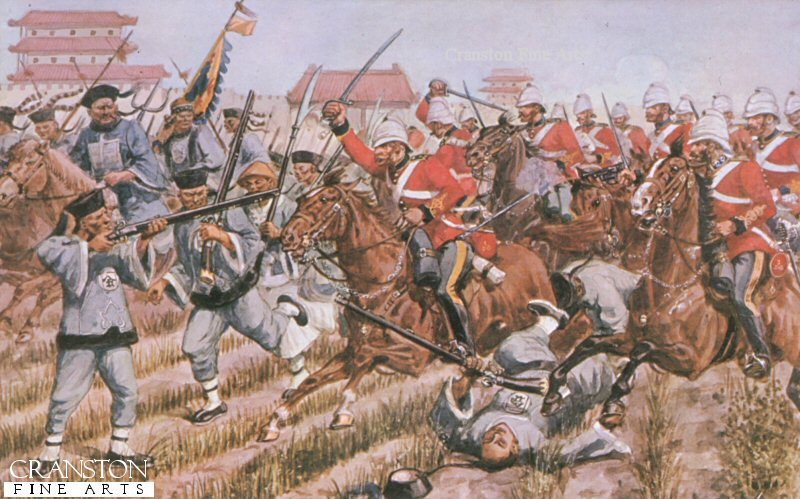
Le 1st King's Dragoon Guards à la bataille de Zhangjiawan.

Après la campagne de Belgique et la défaite française, les armées alliés entrèrent en France et remirent sur le trône de France Louis XVIII, par le second traité de Paris la France est occupée, le nord ouest est occupé par les Britanniques et le 1st King's Dragoon Guards y resta en garnison jusqu'en 1816 avant de retourner au Royaume-Uni. De 1818 à 1838, le régiment reprend son activité de maintien de l'ordre et de garde des deux côtés de la mer d'Irlande. En 1838, le régiment est envoyé au Bas-Canada qui s'est révolté depuis 1837 lors de la rébellion des Patriotes, le régiment participe à des opérations de maintien de l'ordre et est très populaire auprès des Canadiens du fait de sa bonne conduite vis-à-vis de la population civile et en particulier vis-à-vis des francophones,. Cette stratégie choisie par George Cathcart, alors colonel commandant le détachement au Canada, s'avère payante,. Lors de la guerre de Crimée, le régiment participe au siège de Sébastopol. En 1857 a lieu la révolte des cipayes, le gouvernement de Londres ordonna que fut envoyé en Inde le 1st King's Dragoon Guards et le 2nd Dragoon Guards (Queen's Bays), ils arrivèrent à Calcutta,. Le 2nd Dragoon Guards se rendit à Allahabad tandis que le 1st King's Dragoon Guards resta sur place,. Le 1st King's Dragoon Guards manquait de chevaux pour pouvoir constituer un régiment et donc ne fut pas employé aux côtés du 2nd Dragoon Guards,. De plus, les Dragoon Guards étaient les régiments de cavalerie lourde par excellence de l'armée britannique et trouver une remonte n'était pas facile,. Après avoir été stationné à Calcutta, ils s'installèrent à Madras puis Bangalore,. En 1860, le régiment fut mobilisé pour participer à la seconde guerre de l'opium. Ils participent à la bataille des forts de Taku, ainsi qu'à la bataille de Zhangjiawan puis à la prise de Pékin,. En 1896, François-Joseph Ier Empereur d'Autriche Hongrie fut nommé colonel en chef du régiment chose qui était courante entre les souverains à la fin du XIXe siècle et cela jusqu'à la Première Guerre mondiale,. Il accorda au régiment de pouvoir porter les armoiries de l'Autriche avec l'aigle à deux têtes, la marche de Radetzky devint aussi la marche officielle du régiment,. Malgré la guerre, François-Joseph resta colonel en chef du régiment et cela jusqu'à sa mort en 1916,. À l'occasion de son jubilé de diamant, le 2 décembre 1908, l'empereur institue l'Inhaber-Jubiläums-Medaille für Ausländer (médaille du jubilé du commandant pour les étrangers) pour célébrer ses 60 ans sur le trône. Certaines des 40 médailles d'or, 635 d'argent et 2 000 de bronze ont été décernées à des officiers et soldats du régiment. Le casque de cérémonie avec l'insigne des 1st King's Dragoon Guards, offert à l'empereur François-Joseph Ier lors de sa nomination au poste de colonel en chef, est aujourd'hui exposé au Musée d'histoire militaire de Vienne. Les armes d'Autriche sont devenues aujourd'hui le symbole du 1st The Queen's Dragoon Guards.

### Conquête de l'Afrique

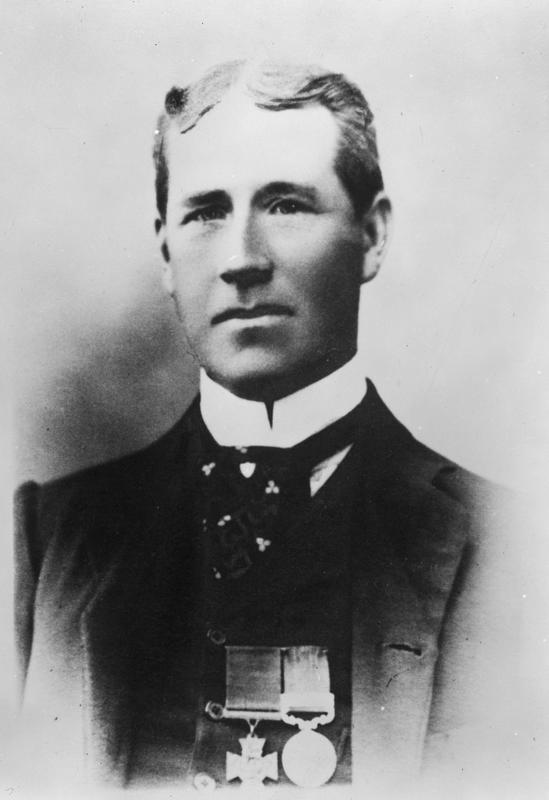
Portrait de John Doogan en 1914.

En 1879, le régiment est envoyé en Afrique australe pour se battre contre le royaume zoulou qui a défait les Britanniques à la bataille d'Isandhlwana. Après la bataille d'Ulundi, le Major Marter lors d'une patrouille tombe sur Cetshwayo kaMpande roi des Zoulous et le fait prisonnier. Lors de la première guerre des Boers, le régiment se bat à la bataille de Laing's Nek où le soldat John Doogan se distingue particulièrement et reçoit la croix de Victoria plus haute décoration militaire britannique que seules 1356 personnes ont reçu depuis sa création en 1856 jusqu'à nos jours. Lors de la seconde guerre des Boers, le régiment mène des opérations de contre-guérilla et reçu la mission de capturer le général Boer Christiaan de Wet. Ils embarquèrent sur un Maplemore le 8 janvier 1901 et arrivèrent à la fin du mois dans la colonie du Cap. Dans sa dépêche du 8 mars 1901 Lord Kitchener fait référence à l' « arrivée opportune » des dragons et dit que le 1st King's Dragoon Guards, le Prince of Wales's Light Horse, avec la batterie G RHA, amené de Pretoria, pour être rejoint plus tard par le 3rd Dragoon Guards, fut formé en une brigade qui fut placée sous le commandement du colonel Bethune. Après avoir décrit cette poursuite, Lord Kitchener déclare : « La poursuite rapprochée des différentes colonnes a eu pour effet de repousser De Wet vers le nord, jusqu'à l'Orange, à l'ouest de Hopetown, où, pressé par le général Plumer, un canon de 15 livres et un pom-pom furent capturés par nos troupes montées sous le commandement du lieutenant-colonel Owen, 1st King's Dragoon Guards ». De Wet a finalement réussi à traverser la rivière, mais plus de 200 prisonniers, tous ses canons, ses munitions et ses chariots ont été capturés. « Il a sans aucun doute quitté la colonie du Cap avec une grande perte de prestige ». Ils furent ensuite emmenées au nord-est de la colonie de la rivière Orange et, avec d'autres colonnes, opéraient là-bas sous le commandement du général Elliot. À la fin du mois de juillet 1901, le général Elliot organisa ses colonnes pour un balayage à l'ouest du chemin de fer de Kroonstad, le 1st Dragoon Guards et deux canons étant placés dans une colonne séparée sous le commandement du colonel Owen. « Le 2 août, près de Graspan, le capitaine Quicke, King's Dragoon Guards, de la colonne du colonel Owen, avec deux escadrons de son régiment, effectua la capture d'un entrepôt de 65 wagons et de 4000 têtes de bétail ». Après la guerre, le régiment retourna en Inde,.

### Première Guerre mondiale

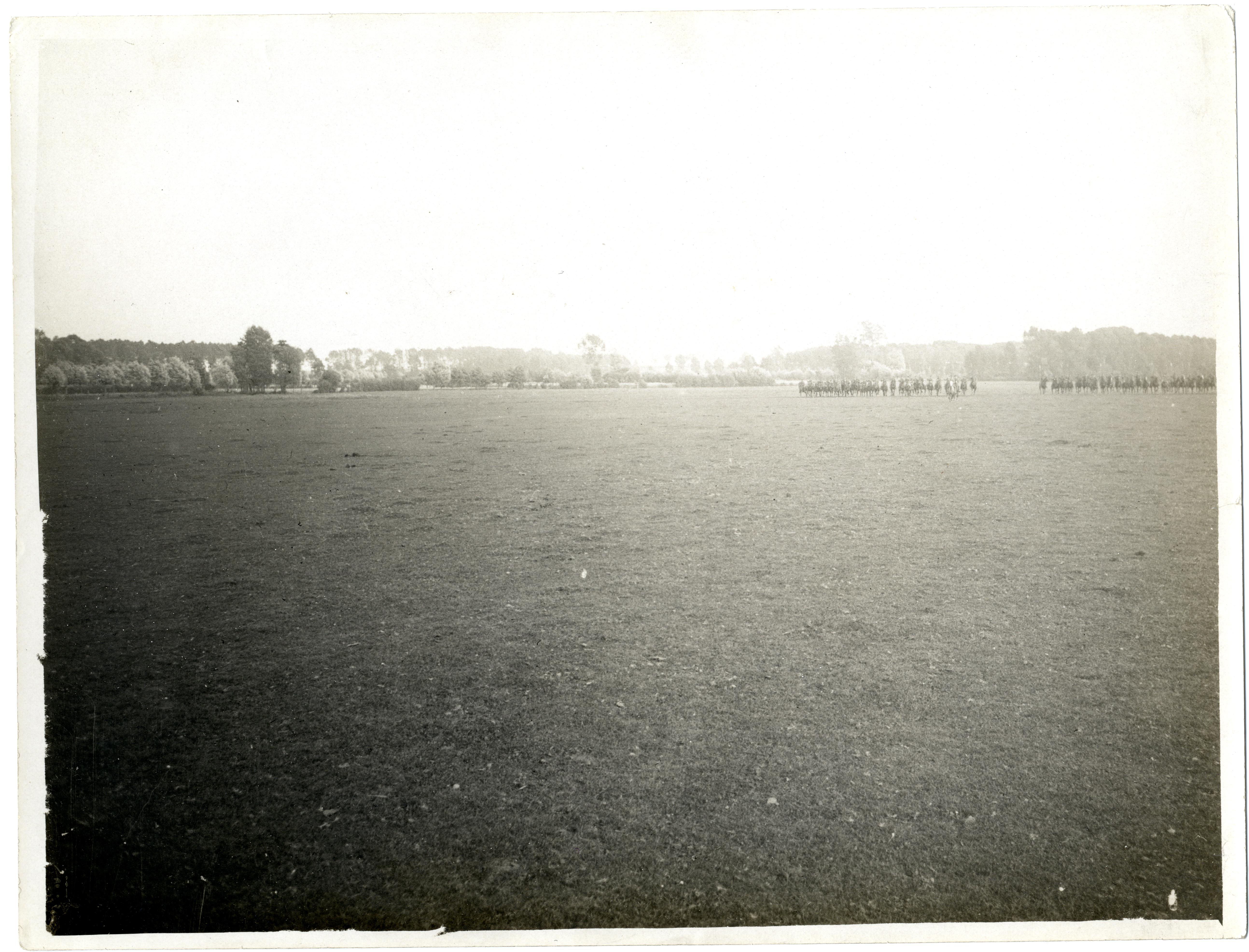
Le 1st King's Dragoon Guards à l'entrainement dans le fond de l'image en 1915 (probablement en France).

Quand la guerre éclate, le 1st King's Dragoon Guards était stationné à Lucknow dans l'Uttar Pradesh. Le 16 octobre, ils quittent Bombay pour la France au sein de la 1re division de cavalerie indienne. Ils débarquent à Marseille en novembre et renforcent le corps expéditionnaire britannique sur le front de l'Ouest. Ils sont alors incorporés dans la 8th (Lucknow) Cavalry Brigade aux côtés du 9th Royal Deccan Horse, du 36th Jacob's Horse et des U Battery des Royal Horse Artillery. Ils conservèrent leurs chevaux, mais ne les emmenèrent pas au front, les chevaux leur permettaient de pouvoir se déplacer plus rapidement. Ils sont engagés lors des batailles d'Ypres et de Festubert, les pertes générales pour les Britanniques furent lourdes pour des gains relativement minimes. Ils sont par la suite engagés lors de la bataille de Morval qui fait suite à la bataille de Flers-Courcelette et fut une des pires défaites de l'armée allemande lors de la Première Guerre mondiale, perdant 135 000 hommes contre 5 000 pour les Franco-britanniques. En 1917, le régiment est rappelé en Inde car les relations entre le Royaume-Uni et l'Afghanistan se sont considérablement dégradées et l'empire britannique ne peut laisser la perle de son empire, l'Inde, sans protection. Ils reprennent leurs cartiers à Lucknow puis Meerut jusqu'au mois octobre 1918 où ils changent de caserne avec le 21st Lancers (Empress of India's) et s'installent à Risalpur au Pakistan.

### L'Afghanistan
Le 3 mai 1919, les troupes Afghanes franchissent la frontière avec le Raj britannique. Sir George Roos-Keppel informa Frederic Thesiger Vice-roi et gouverneur général des Indes de la nécessité de répondre à l'offensive menée par Amanullah Khan l'émir d'Afghanistan. Le 6 mai, le Raj britannique déclara la guerre à l'émirat d'Afghanistan. Le 1st King's Dragoon Guards fût intégré le même jour au 1st (Risalpur) Cavalry Brigade. À partir du 11 mai les Britanniques contre attaquèrent et s'installèrent dans la province de Nangarhar ou fut monté le camp de Dakka,. Le régiment revendique avoir fait la dernière charge à cheval de l'histoire de la cavalerie britannique lors de la bataille de Dakka, mais cela est aussi revendiqué par d'autres unités britanniques,. La paix fut signée le 8 août 1919 et fut une victoire pour l'Afghanistan qui se sépara de la tutelle du Royaume-Uni et fut reconnu comme état indépendant et par conséquent le Raj britannique renonça à l'annexer.

### L'entre deux guerre

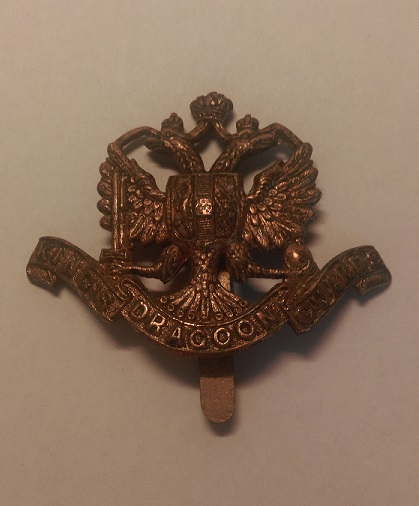
Badge du 1st King's Dragoon Guards.

Au début des années 1930, l'armée britannique entra dans une phase de modernisation qu'on appelle la mécanisation. Le gouvernement britannique abandonna pour la plupart des régiments de cavalerie les chevaux qui furent remplacés par des chars ou des véhicules blindés, seuls quelques régiments conservèrent leurs chevaux mais leur activité changea est fut plus celle du maintien de l'ordre et de la garde princière (c'est le cas des Horse Guards). Cela ne se fit pas sans mal car beaucoup d'officiers voulaient conserver les chevaux et le lobby pro cheval était puissant. Le 1st King's Dragoon Guards perdit ses chevaux en 1937, ils firent leur dernière parade à cheval dans la ville de Secunderabad puis retournèrent au Royaume-Uni où l'unité fut entièrement mécanisée pour l'année 1938. Cependant, malgré le fait qu'ils aient perdu leurs chevaux, l'image du cheval resta prégnante notamment dans les affiches appelant les jeunes Britanniques à s'engager dans le régiment.

### Seconde Guerre mondiale

#### Guerre du désert
En 1939, le régiment fut envoyé en Égypte où ils furent équipés de Marmon-Herrington armoured car, des véhicules léger. Le régiment est engagé lors de la bataille de Beda Fomm dernière bataille de l'opération Compass. Du fait de la défaite italienne, l'Allemagne envoya le Deutsches Afrikakorps en Afrique du Nord pour soutenir son allié en Méditerranée orientale. Lors du siège de Tobrouk, le 1st King's Dragoon Guards est la première unité à faire face à l'Afrikakorps d'Erwin Rommel. Ils participent à la bataille de Gazala, de bataille de Bir Hakeim, puis participent à la première bataille d'El Alamein. Ils sont aussi à la bataille d'Alam el Halfa. Le 23 janvier 1943, ils entrent dans Tripoli puis partent vers la Tunisie,,. Ils participent à la campagne de Tunisie se battent lors de la bataille de Wadi Akarit et entre dans Tunis. Ils sont ensuite incorporés au sein du 10e corps et sont commandé par Richard McCreery en tant qu'unité de reconnaissance.

#### Campagne d'Italie

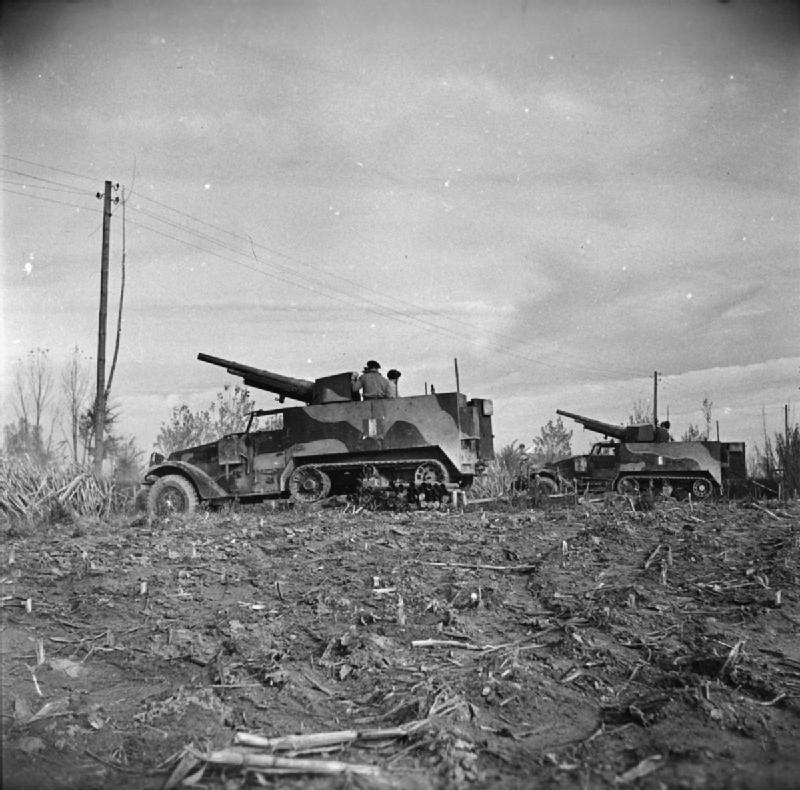
M3 half-tracks du 1st King's Dragoon Guards pris le 1er décembre 1944 près de Ravenne.

À la suite de l'opération Husky à laquelle ils ne participent pas étant resté en Tunisie, la Sicile est aux mains des Alliés,. En septembre 1943, le régiment part de Tunis et débarque à Salerne en Campanie. Leur objectif est Naples qui se soulève contre les Allemands lors des Quatre journées de Naples. Ils sont la première unité alliée à entrer dans Naples. Ils traversent le Volturno et furent engagés dans la bataille de Monte Cassino, puis à la bataille du Garigliano dans le but de casser la Ligne Gustave qui entrave la progression des Alliés sur Rome,. La Ligne Gustave franchie et Rome libérée les Alliés se portèrent vers le nord de l'Italie alors république sociale italienne défendu par la Ligne gothique. Ils participèrent à la prise de Pérouse le 21 juin 1944, puis à la prise d'Arezzo le 18 juillet et enfin entre dans Florence le 8 août 1944,,,. Fin décembre ils furent envoyés en Grèce pour combattre les communistes.

#### La fin de la Seconde Guerre mondiale
Début 1945, le 1st King's Dragoon Guards est renvoyé au Moyen-Orient pour renforcer la 9e armée du général Bernard Paget et en particulier la 31e division blindée. En mai 1945, juste après la capitulation de l'Allemagne, des troubles éclatent dans le mandat français en Syrie et au Liban,,,. Le président de la République syrienne sous mandat français Choukri al-Kouatli demande le soutien du Royaume-Uni pour que la Syrie obtienne son indépendance vis-à-vis de la France,,,. Le 31 mai 1945 avec l'accord de Winston Churchill, la 31e division blindée entra dans les mandats français de Syrie et du Liban,,,,. Cela fût mal perçu par la France mais entraîna l'indépendance des deux pays promise lors de la Seconde Guerre mondiale par le général de Gaulle. En septembre 1945, ils furent postés au nord du mandat britannique pour la Palestine et y restèrent jusqu'en 1948 où ils rentrèrent au Royaume-Uni à la suite de la déclaration d'indépendance de l'État d'Israël.

### Insurrection communiste malaise
En 1956, le 1st King's Dragoon Guards est envoyé en Malaisie britannique devenue en 1957 la fédération de Malaisie ancêtre de l'actuelle Malaisie. Depuis 1948, cette colonie britannique est secouée par des mouvements communistes qui pratiquent la guérilla à l'instar du Việt Minh. Le régiment fut équipé d'automitrailleuse Daimler et de Daimler Ferret. La tactique du général Gerald Walter Robert Templer de village fortifié surveillé porta ses fruits,. Le principe était de contrôler les armes en circulation et empêcher aux communistes de pouvoir s'approvisionner dans les villages notamment en armes de la Seconde Guerre mondiale japonaise et britannique datant de l'invasion japonaise de la Malaisie et de son occupation,. Le 1st King's Dragoon Guards était en Malaisie en soutien du 11th Hussars. L'escadron « B » du 1st King's Dragoon Guards était stationné à Seremban dans le Negri Sembilan, avec l'escadron « C » au nord à Kuala Lumpur, tandis que l'escadron « A » se trouvait au sud, à Johor Bahru. Le régiment travaillait en soutien à la division de Gurkhas, chaque escadron opérant comme une unité indépendante, sous sa propre brigade. En outre, le régiment a fourni un escadron d'entraînement sur l'île de Singapour, qui devait également être disponible pour des tâches de sécurité intérieure et a été fortement impliqué dans la répression des graves émeutes qui ont éclaté dans la ville de Singapour.

Badge du 1st The Queen's Dragoon Guards.

### Fusion avec le Queen's Bays
En septembre 1957, le régiment retourna au Royaume-Uni. Le régiment fut entièrement rapatrié, car une partie du régiment avait été stationnée à Hambourg alors dans la zone d'occupation britannique en Allemagne depuis 1951,. En 1959, le régiment fut fusionné avec le 2nd Dragoon Guards (Queen's Bays) pour former le 1st The Queen's Dragoon Guards nommé en hommage à la jeune reine Élisabeth II. Le nouveau régiment conserva les armes de l'Autriche en tant que symbole mais pris une représentation de l'aigle bicéphale inspiré des aigles bicéphales byzantins et russes et plus germanique.

## Uniforme

### Premier Empire
Depuis 1812, le 1st King's Dragoon Guards possède un casque sur le modèle français dit casque « à la romaine » comme on le retrouve chez les dragons de ligne français,,,. Sur la plaque frontale, il y a l'inscription "FIRST KING'S DRAGOON GUARDS", la visière est en cuir cerclé de laiton. En 1815, ils reçoivent une crinière noire au lieu d'une chenille comme l'ont les 1st et 2n Life Guards. Crinière qui est semblable à celle des Français et encore portée dans ce type par la Garde républicaine à cheval,,,. L'uniforme est rouge avec des retroussis et parements bleus foncés taillés dans le style suédois typique des régiments de Dragoon Guards,,,. Sur le devant de l'habit, il y a un double galon jaune laissant entrevoir un trait bleu sur le devant de l'habit et le collet,,,. Les pattes d'épaules sont bleues bordées de jaune,,,. Ils possèdent une large ceinture bleu rayée de 4 gallons jaunes,,,. le pantalon d'équitation est gris avec un galon rouge et couleur daim dans l'entre jambe,,,. Le manteau est rouge doublé de blanc avec un col bleu,,,. Le porte manteau derrière le pommeau de la selle porte les inscriptions KDG placées en triangle,,,. Le caporal porte deux chevrons jaune sur fond bleu foncé sur le bras droit, le sergeant trois chevrons, et le Troop sergeant-major quatre chevrons,,,. Les officiers ont sur leur uniforme avec un gallonage au fil d'or en zigzag sur les parties jaune,,,. Sur leur porte manteau l'inscription KDG est en or,,,. Le trompette a un uniforme identique, la crinière est cependant rouge, la trompette a un cordon jaune mélangé de rouge et de bleu,,,. Contrairement aux autres cavaliers, le trompette monte un cheval de robe grise, alors que pour les autres c'est du bai, bai-brun ou alezan,,,.

## Colonel en Chef
- 1896 - 1914 : Field marshal François-Joseph Ier Empereur d'Autriche

## Colonels du régiment

### The Queen's Regiment of Horse
- 1685 - 1692 : Lt-Gen. John Lanier
- 1692–1717 : Gen. Hon. Henry Lumley

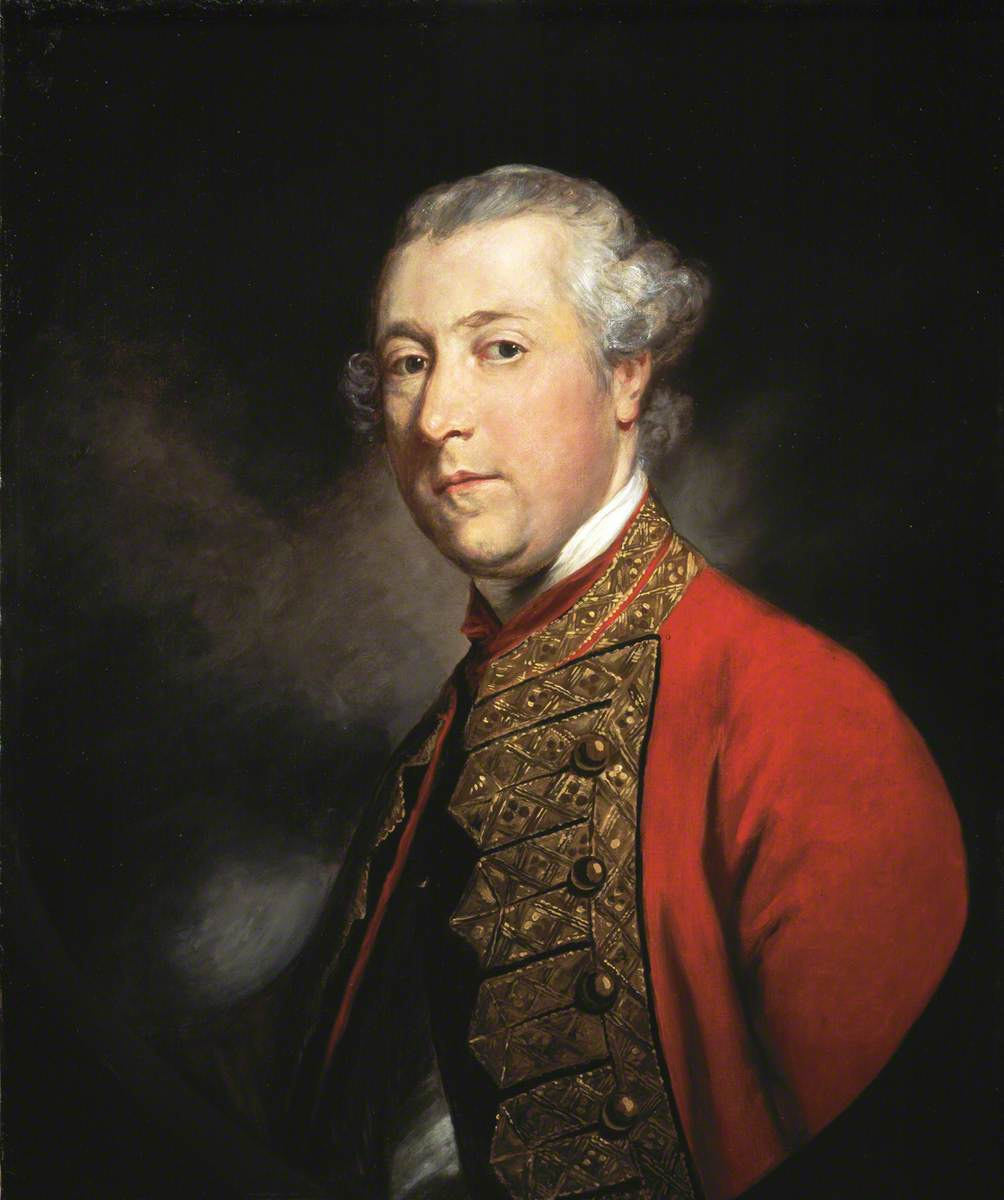
George Howard en 1762.

### The King's Own Regiment of Horse
- 1717–1721 : Col. Rich Ingram (5e vicomte d'Irvine)
- 1721–1733 : F.M. Richard Temple (1er vicomte Cobham)
- 1733–1742 : Lt-Gen. Henry Herbert (9e comte de Pembroke)
- 1743–1752 : Gen. Sir Philip Honywood

### 1st (The King's) Dragoon Guards
- 1752–1763 : Lt-Gen. Humphrey Bland
- 1763–1779 : Gen. John Mostyn
- 1779–1796 : F.M. Sir George Howard
- 1796–1810 : Gen. Sir William Augustus Pitt
- 1810–1813 : Gen. Francis Augustus Eliott, 2em Baron d'Heathfield
- 1813–1820 : Gen. Sir David Dundas
- 1820–1821 : Gen. Francis Edward Gwyn
- 1821–1827 : Gen. William Cartwright
- 1827–1840 : Gen. Sir Henry Fane
- 1840–1851 : Gen. Hon. Sir William Lumley
- 1851–1859 : Gen. Charles Cathcart
- 1859–1868 : Gen. Sir Thomas William Brotherton
- 1868–1872 : Gen. Sir James Jackson
- 1872–1886 : Gen. Henry Aitchison Hankey
- 1886–1908 : Lt-Gen. Sir James Robert Steadman Sayer
- 1908–1926 : Maj-Gen. William Vesey Brownlow
- 1926–1940 : Lt-Gen. Sir Charles James Briggs
- 1940–1945 : Brig-Gen. Alexander Hore-Ruthven
- 1945–1953 : Brig. Sidney Howes
- 1953–1959 : Brig. John Gerard Edward Tiarks

## Personnalités du régiment
- William Pitt l'Ancien, premier ministre du Royaume-Uni et officier dans le régiment de 1731 à 1736.
- Banastre Tarleton, officier de cavalerie ayant participé à la révolution américaine.
- David Dundas, général britannique qui est « Commander-in-Chief of the Forces » (commandant en chef des forces armées) de 1809 à 1811.
- Alfred Hutton, écrivain, antiquaire et épéiste et membre de la Society of Antiquaries of London.
- Francis Younghusband, lieutenant-colonel de l'armée britannique et explorateur, commande l'expédition militaire britannique au Tibet de 1903 à 1904.
- John Doogan
- Norman Lewis écrivain lieutenant dans le régiment lors de la seconde guerre mondiale.